# Antonio Calderón
Antonio Calderón Burgos (Cadice, 2 giugno 1967) è un allenatore di calcio ed ex calciatore spagnolo, di ruolo centrocampista, tecnico del Juventud Torremolinos.

## Caratteristiche tecniche
In attività giocava come centrocampista.

## Carriera
Con il Rayo Vallecano ottenne due promozioni in Primera División. Da allenatore ha vinto un campionato di Segunda División B con il Cadice.

## Palmarès

### Allenatore

#### Competizioni nazionali
- Segunda División B: 1

Cadice: 2014-2015